# Au plus profond
Pour plus de détails, voir Fiche technique et Distribution.
Au plus profond (The Deepest Breath) est un film documentaire de 2023 réalisé et écrit par Laura McGann qui dresse le portrait de l'apnéiste italienne Alessia Zecchini dans sa quête pour battre un record du monde avec l'aide de l'apnéiste de sécurité Stephen Keenan.

## Fiche technique
Sauf indication contraire, les informations mentionnées dans cette section peuvent être confirmées par la base de données cinématographiques IMDb,  présente dans la section « Liens externes ».
- Réalisation : Laura McGann
- Scénario: Laura McGann
- Musique: Nainita Desai
- Photographie: Tim Cragg

## Distribution
Le film a eu sa première mondiale le 22 janvier 2023 au Festival du film de Sundance 2023. Avant sa première, Netflix a acquis ses droits de distribution. Le film sort sur la plateforme de streaming le 19 juillet 2023.